# Lienz (distrito)
Lienz é um distrito da Áustria no estado do Tirol.

## Cidades e Municípios
O distrito de Lienz possui 33 municípios, sendo um com estatuto de cidade (Stadtgemeinde), a capital Lienz, e 3 com estatuto de mercado (Marktgemeinde):
| Cidades: - Lienz Mercados: - Matrei in Osttirol - Nußdorf-Debant - Sillian | Municípios: - Abfaltersbach - Ainet - Amlach - Anras - Assling - Außervillgraten - Dölsach - Gaimberg - Heinfels - Hopfgarten in Defereggen - Innervillgraten - Iselsberg-Stronach - Kals am Großglockner - Kartitsch - Lavant - Leisach - Nikolsdorf - Oberlienz - Obertilliach - Prägraten am Großvenediger - Sankt Jakob in Defereggen - Sankt Johann im Walde - Sankt Veit in Defereggen - Schlaiten - Strassen - Thurn - Tristach - Untertilliach - Virgen |